# Brocēni
Brocēni (niem. Berghof) – miasto na Łotwie, leżące w historycznej krainie Kurlandia w novadsie Saldus. 3445 mieszkańców (2006). W latach 2009–2021 siedziba novadsu Brocēni.
Znajduje się tu stacja kolejowa Brocēni, położona na linii Jełgawa – Lipawa.